# Santa Maria degli Ammalati
Santa Maria degli Ammalati (i Malati in siciliano) è una frazione di Acireale, nella Città metropolitana di Catania. Posta a nord di Acireale è un centro residenziale in espansione.

## Storia
Le prime notizie storiche della "Madonna de li Malati" risalgono al 1627, quando un curato di ritorno ad Acireale dopo aver celebrato messa in paese venne brutalmente rapinato nel Bosco d'Aci. Nella tradizione locale la denominazione de i Malati viene fatta risalire ad un lazzaretto, ma di ciò non si sono mai avuti riscontri storici. La chiesa attuale risale al 1865 e venne realizzata grazie ad una sottoscrizione popolare. L'economia per anni è stata florida e rivolta prettamente alla produzione del limone ed alla lavorazione dell'oliva, anche se da qualche anno risente della terziarizzazione della società. La frazione è divenuta un centro prettamente residenziale.
La frazione venne colpita da diversi sismi, fra cui, il terremoto di Linera del 1914, il terremoto di Linera del 1952, il terremoto di San Giovanni Bosco del 1970, il terremoto di Zafferana Etnea del 1985, il terremoto di Acireale del 2001 e il terremoto di Santa Venerina del 2002. Alcuni studi geologici evidenziano la presenza nel territorio di una serie di faglie attive.

## Monumenti e luoghi d'interesse

### Architetture religiose
La chiesa parrocchiale sorge su terreni donati dal can. Giovanni Pennisi Platania. La posa della prima pietra avvenne nel 1865. Nel 1921 il vescovo della neonata diocesi di Acireale la eleva al titolo di arcipretura parrocchiale. 

La parrocchia è dedicata a Maria Santissima Salute degli Infermi, la quale viene solennemente festeggiata la seconda domenica di agosto, quando viene portata in processione su un artistico fercolo, per circa nove ore, lungo tutte le vie del paese. Per anni è stato festeggiato anche san Luigi Gonzaga,ad oggi caduto nel dimenticatoio.